# Lelaps striaticeps
Lelaps striaticeps är en stekelart som först beskrevs av Embrik Strand 1911.  Lelaps striaticeps ingår i släktet Lelaps och familjen puppglanssteklar. Inga underarter finns listade i Catalogue of Life.